# 旧日野橋
旧日野橋（きゅう ひのばし）は、鳥取県米子市の日野川に架かる人道橋である。

## 歴史
伯耆国の米子と因幡国の鳥取とを結ぶ伯耆街道には、元禄年間に熊党村の与三郎なる人物により板橋が架けられた。そののちに子孫の今市兵衛が土橋を設け、9月から翌年3月にかけて一人4銭の通行料を徴収した記録が残る。山縣有朋が山陰に視察に訪れた際に、「因伯の発達は交通の道を講ずるにあり」と報告。これを受け、1888年（明治21年）、初の常設橋となる日野橋（初代）が架けられた。木橋だったこともあり、洪水のたびに補修を必要とし、やがて老朽化が進み、車馬の積載量を制限することでもちこたえてきたが、1923年の洪水で橋梁が流失した。
1926年に架け替えの予算44万円が鳥取県議会で可決。1927年6月に着工した。下部構造は米子市の菊池組、上部構造は大阪市の松尾鐵骨橋梁が施工。日本国内では最新式で、かつ工費が安価な6連曲弦トラス構造が採用された。トラスの塗色は、大山や日本海の弓ヶ浜との調和を考慮し、銀色とした。当時の車馬は鉄製の車輪を用いていることが多く、橋面には耐久性に優れ補修も容易なブロック・アスファルトが採り入れられた。監督員や請負人の努力に加え、天候に恵まれたこともあり当初予定より1年ほど早く工事が完了。1929年5月29日に竣工式が執り行われた。
その後の交通量の増加や自動車の大型化により、日野橋は交通のボトルネックとなる。この問題の解消を図るためバイパス道路が計画され、1968年（昭和43年）に150mほど下流に国道9号の新たな日野橋が完成。それまでの日野橋は重要な交通路としての役割を終えた。2000年10月に発生した鳥取県西部地震により通行禁止となるが、2003年3月18日に、国の登録有形文化財に登録される。同年より3年をかけて改修工事が行われ、再び自転車と歩行者が通行できるようになった。
木造橋の親柱のうち一対は、一時は湊山公園の二の丸に移設されていたが、1998年に旧日野橋の左岸側に設置された。日野橋の銘印がある親柱は明治・大正の歴史を伝える史料として淀江町の徴古館主に払い下げられた。

### 存廃の議論
米子市は鳥取大学工学部社会システム土木系学科教授が委員長を務め、一般公募した市民の委員も含む「日野橋の在り方検討委員会」を設置。2024年11月、米子市は旧日野橋の存続に要する費用について、塗料に含まれるポリ塩化ビフェニルの除去や腐蝕部分の補修など当面の費用として13億5千万円、100年間維持する場合にはこれに加えて5年ごとの定期点検と20年ごとの大規模修繕に57億6千万円を要し、総額71億1千万円が必要になると試算した。一方、橋を撤去する場合には工期は約6年、28億円の工費を要するとの試算を併せて示した。2025年2月に実施したアンケートでは、「今後も存続させるべき」18%、「しばらくは存続させるべき」15%に対し、「いつかは撤去が必要」36%、「早急に撤去すべき」17%であった。
2024年9月19日（木曜日）に行われた交通量調査では、2013年の調査より減少傾向にあるものの、朝夕の通学を中心に620人の通行があり、新日野橋の400人を上回った。自転車は516台で、80%以上を占める。旧日野橋の全長約366mに対し、新日野橋に迂回した場合の距離は約700mとなる。